# 歷山七世

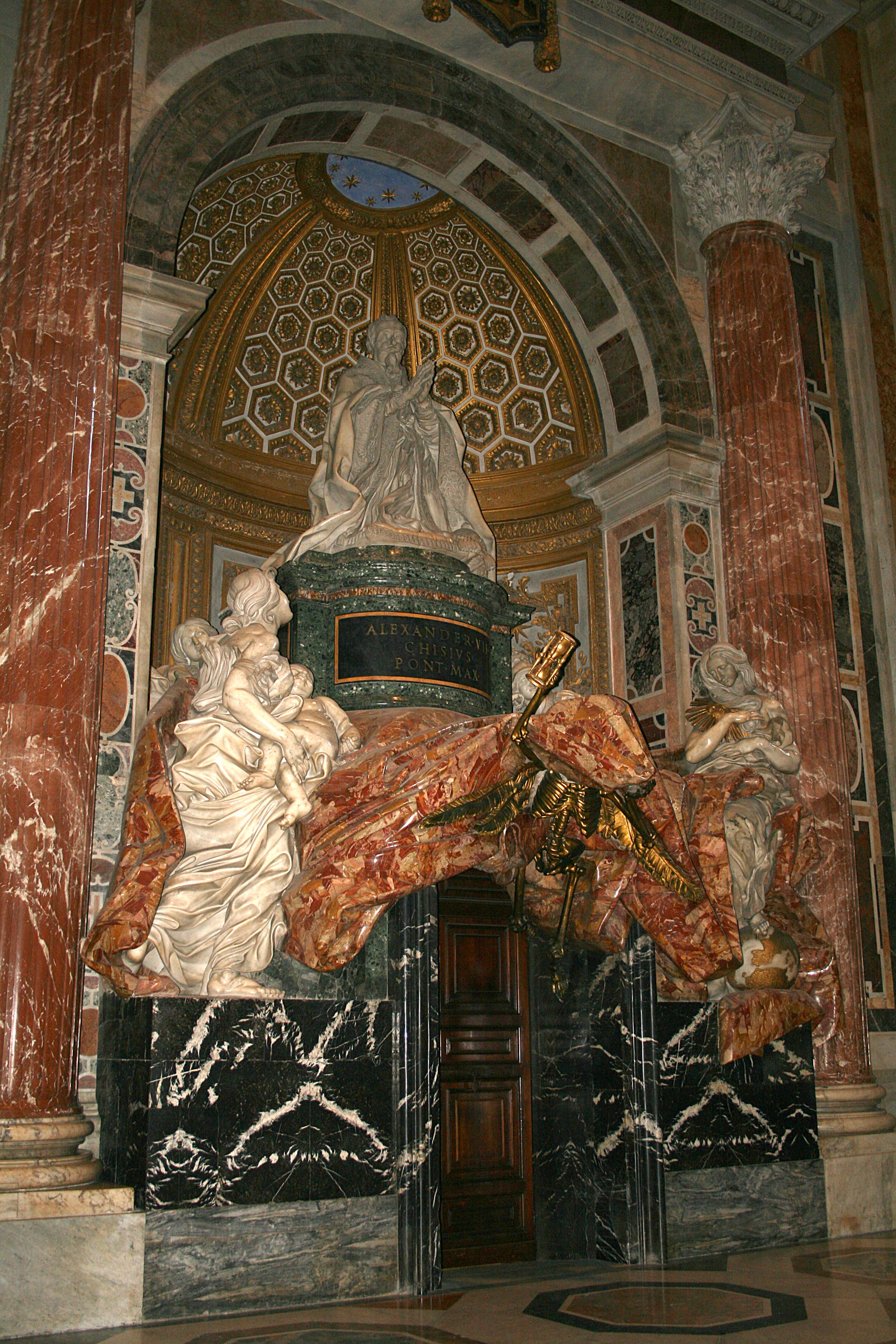
教宗亞歷山大七世墓

亞歷山大七世（拉丁語：Alexander PP. VII；1599年2月13日—1667年5月22日），原名法比奧·齊吉（Fabio Chigi），1655年4月7日當選教宗，同年4月18日即位至1667年5月22日為止。

## 生平

### 早期生活
他於錫耶納出生。作為顯赫的銀行家族齊吉家族的成員及教宗保祿五世（1605年－1621年在位）的曾外甥，年青的法比奧在家裡接受私人教學之後，在錫耶納大學繼續接受教育，並取得哲學、法律及神學的博士學位。

### 宽容敕諭
他於1656年下敕諭，允许中国天主教徒祭祖祭孔。並接見代表南明朝廷的耶穌會傳教士卜彌格和南明大臣陳安德，並且寫下書信給永曆皇帝，祈禱南明能渡過難關。

### 離世
歷山七世於1667年離世。

## 譯名列表
- ：天主教香港教區禮儀委員會：禧年專頁 （页面存档备份，存于）作、《大英簡明百科知識庫》2005年版[永久]、《世界人名翻譯大辭典》1993年版作亞歷山大。
- ：香港天主教教區檔案　歷任教宗作。
- 亞力山大：真理辯證中文網 兩千年教會歷史巡禮 第四篇 中世紀前期教會歷史作亞力山大。
- 亞力山大、：國立編譯舘 （页面存档备份，存于）作亞力山大、亞歷山大。